# Protoreaster linckii
Protoreaster linckii (лат.) — крупная морская звезда из семейства Oreasteridae. Живёт в тропической части Индийского океана от Восточной Африки до Западной Австралии.

## Описание
Морская звезда имеет 5 лучей и общий размер до 30 см в диаметре. Тело покрыто крупными красными шипами, вершины лучей соединены друг с другом красными линиями. В середине туловища пять крупных шипов образую пятиугольник. Окраска тела варьирует от кремового до светло-коричневого или красно-белого цвета.

## Образ жизни
Звёзды живут поодиночке или в свободных группах на песчаном и илистом дне в зарослях морской травы и на коралловых рифах на глубине от 1 до 30 метров. Питаются всем, что имеет органическое происхождение и что они могут осилить. В рацион их питания входят водоросли, детрит, губки и актинии, брюхоногие, моллюски, ракообразные, многощетинковые черви, иглокожие и спящие рыбы. Часто шипы звёзд обвивают небольшие офиуры.

## Размножение
Звёзды размножаются половым путём, обычно выпуская гаметы в воду, наряду с этим очень редко происходит бесполое размножение путём деления.

## Значение
Животных из-за их красивой окраски собирают, сушат и продают в качестве сувениров туристам.